# Nidirana
Nidirana – rodzaj płazów bezogonowych z rodziny żabowatych (Ranidae).

## Zasięg występowania
Rodzaj obejmuje gatunki występujące w Japonii, Tajwanie, południowej Chińskiej Republice Ludowej, północnej Tajlandii, północnym Wietnamie i Laosie.

## Systematyka
Rodzaj (jako podrodzaj w obrębie Rana) zdefiniował w 1992 roku francuski herpetolog Alain Dubois w artykule poświęconym klasyfikacji rodziny żabowatych opublikowanym w czasopiśmie Bulletin Mensuel de la Société Linnéenne de Lyon. Gatunkiem typowym jest (oryginalne oznaczenie) N. okinavana.

### Etymologia
Nidirana: łac. nidus ‘gniazdo’; rodzaj Rana Linnaeus, 1758.

### Podział systematyczny
Do rodzaju należą następujące gatunki:

- Nidirana adenopleura (Boulenger, 1909) – żaba gniazdowa(inne języki)[4]
- Nidirana chapaensis(inne języki) (Bourret(inne języki), 1937)
- Nidirana chongqingensis(inne języki) Ma & Wang, 2023
- Nidirana daunchina(inne języki) (Chang(inne języki), 1933)
- Nidirana guangdongensis(inne języki) Lyu, Wan & Wang, 2020
- Nidirana guangxiensis(inne języki) Mo, Lyu, Huang, Liao & Wang, 2021
- Nidirana guibeiensis(inne języki) Chen, Ye, Peng & Li, 2022
- Nidirana hainanensis(inne języki) (Fei, Ye & Jiang, 2007)
- Nidirana leishanensis(inne języki) Li, Wei, Xu, Cui, Fei, Jiang, Liu & Wang, 2019
- Nidirana lini(inne języki) (Chou, 1999)
- Nidirana mangveni(inne języki) Lyu, Qi & Wang, 2020
- Nidirana nankunensis(inne języki) Lyu, Zeng, Wang, Lin, Liu & Wang, 2017
- Nidirana noadihing(inne języki) Boruah(inne języki), Deepak(inne języki) & Das(inne języki), 2023
- Nidirana occidentalis(inne języki) Lyu, Yang & Wang, 2020
- Nidirana okinavana (Boettger, 1895)
- Nidirana pleuraden(inne języki) (Boulenger, 1904)
- Nidirana shiwandashanensis(inne języki) Chen, Peng, Li & Liu, 2022
- Nidirana xiangica(inne języki) Lyu & Wang, 2020
- Nidirana yaoica(inne języki) Lyu, Mo, Wan, Li, Pang & Wang, 2019
- Nidirana yeae(inne języki) Wei, Li, Liu, Cheng, Xu & Wang, 2020